# Liste d'élections en 1857
Chronologie des élections
- 1853
- 1854
- 1855
- 1856
- 1857
- 1858
- 1859
- 1860
- 1861

Cet article recense les élections organisées durant l'année 1857.

## Élections nationales en 1857
| Date                          | État                            | Élection ou référendum                    | Contexte | Résultat |
| ----------------------------- | ------------------------------- | ----------------------------------------- | -------- | --- |
| 4 août 1856 - 4 novembre 1857 | États-Unis                      | Législatives (chambre (en) et sénat (en)) |          | Cette section est vide, insuffisamment détaillée ou incomplète. Votre aide est la bienvenue ! Comment faire ? |
| 1857                          | Îles Féroé                      | Générales (en)                            |          | Cette section est vide, insuffisamment détaillée ou incomplète. Votre aide est la bienvenue ! Comment faire ? |
| 1857                          | Argentine                       | Sénatoriales (es)                         |          | Cette section est vide, insuffisamment détaillée ou incomplète. Votre aide est la bienvenue ! Comment faire ? |
| 24 février                    | Maryland (république africaine) | Référendum sur l'annexion (en) au Liberia |          | Cette section est vide, insuffisamment détaillée ou incomplète. Votre aide est la bienvenue ! Comment faire ? |
| 25 mars                       | Espagne                         | Générales                                 |          | Cette section est vide, insuffisamment détaillée ou incomplète. Votre aide est la bienvenue ! Comment faire ? |
| 27 mars - 28 avril            | Royaume-Uni                     | Législatives                              |          | Cette section est vide, insuffisamment détaillée ou incomplète. Votre aide est la bienvenue ! Comment faire ? |
| 1er avril                     | Nouvelle-Grenade                | Présidentielle                            |          | Cette section est vide, insuffisamment détaillée ou incomplète. Votre aide est la bienvenue ! Comment faire ? |
| 20 avril                      | Venezuela                       | Présidentielle (es)                       |          | Cette section est vide, insuffisamment détaillée ou incomplète. Votre aide est la bienvenue ! Comment faire ? |
| mai                           | Liberia                         | Présidentielle                            |          | Cette section est vide, insuffisamment détaillée ou incomplète. Votre aide est la bienvenue ! Comment faire ? |
| 21 juin - 5 juillet           | France                          | Législatives                              |          | Cette section est vide, insuffisamment détaillée ou incomplète. Votre aide est la bienvenue ! Comment faire ? |
| 28 juin - 13 juillet          | Mexique                         | Fédérales (es)                            |          | Cette section est vide, insuffisamment détaillée ou incomplète. Votre aide est la bienvenue ! Comment faire ? |
| 20 août - 12 septembre        | Luxembourg                      | Législatives                              |          | Cette section est vide, insuffisamment détaillée ou incomplète. Votre aide est la bienvenue ! Comment faire ? |
| septembre                     | Valachie                        | Législatives (en)                         |          | Cette section est vide, insuffisamment détaillée ou incomplète. Votre aide est la bienvenue ! Comment faire ? |
| 28 octobre                    | Suisse                          | Fédérales                                 |          | Cette section est vide, insuffisamment détaillée ou incomplète. Votre aide est la bienvenue ! Comment faire ? |
| 10 décembre                   | Belgique                        | Législatives (nl)                         |          | Cette section est vide, insuffisamment détaillée ou incomplète. Votre aide est la bienvenue ! Comment faire ? |

## Élections en subdivisions nationales en 1857
Cette section concerne les élections législatives dans un État fédéré, une subdivision territoriale ou une colonie d'un État souverain, ainsi que leurs principaux référendums.
| Date    | Subdivision           | État               | Élection ou référendum | Contexte | Résultat |
| ------- | --------------------- | ------------------ | ---------------------- | -------- | --- |
| 1857    | Îles Féroé            | Danemark           | Générales (en)         |          | Cette section est vide, insuffisamment détaillée ou incomplète. Votre aide est la bienvenue ! Comment faire ? |
| Février | Natal                 | Empire britannique | Législatives (en)      |          | Cette section est vide, insuffisamment détaillée ou incomplète. Votre aide est la bienvenue ! Comment faire ? |
| 9 mars  | Australie-Méridionale | Empire britannique | Coloniales (en)        |          | Cette section est vide, insuffisamment détaillée ou incomplète. Votre aide est la bienvenue ! Comment faire ? |